# Killer's Moon
Killer's Moon és una pel·lícula de terror britànica de 1978 escrita i dirigida per Alan Birkinshaw, amb diàlegs no acreditats escrits per la seva germana novel·lista, Fay Weldon.

## Trama
Un autocar ple d'escolars s'avaria al Lake District, obligant a les noies a refugiar-se per passar la nit en un hotel remot. Mentrestant, als habitants locals (i a les seves mascotes) els succeeixen coses estranyes i macabres i es revela que quatre pacients mentals fugits, el Sr. Smith, el Sr. Trubshaw, el Sr. Muldoon i el Sr. Jones, que han rebut una dosi de LSD com a part del seu tractament. estan deambulant per la zona, convençuts que viuen un somni compartit en el qual són lliures de violar i assassinar, ambdues coses que decideixen fer nombroses vegades abans de l'arribada de la policia.

## Repartiment
- Anthony Forrest-Pete
- Tom Marshall- Mike
- Jane Hayden - Julie
- Alison Elliott - Sandy
- Georgina Kean - Agatha
- JoAnne Good - Mary
- Nigel Gregory - Sr. Smith
- David Jackson - Mr Trubshaw
- Paul Rattee - Senyor Muldoon
- Peter Spraggon - Senyor Jones
- Jayne Lester-Elizabeth
- Lisa Vanderpump - Anne
- Debbie Martyn - Deirdre
- Christine Winter - Carol (acreditada com a Christina Jones)
- Lynne Morgan - Sue
- Jean Reeve - Senyora Hargreaves
- Elizabeth Counsell - Miss Lila
- Hilda Braid - Sra May
- Chubby Oates - Conductor d'autobús
- James Kerry - psiquiatre
- Hugh Ross - Ministre del govern

## Antecedents i història
A mitjans i finals dels anys setanta, directors inconformistes com Pete Walker i Norman J. Warren estaven intentant donar vida al gènere tan injuriat de les pel·lícules de terror britàniques. Més tard, aquestes pel·lícules seran batejades com a "New Wave" de terror britànic, ja que van empènyer els límits del gust tant com era possible dins del règim estricte de la British Board of Film Classification i es van situar a la Gran Bretanya dels anys setanta i es van centrar en 20- 30 protagonistes envellits, diferenciant-los dels horrors predominantment a l'època anterior de Hammer Films Productions. Alan Birkinshaw havia començat la seva carrera en anuncis publicitaris, passant a dirigir i produir Confessions of a Sex Maniac el 1974, i va veure fer pel·lícules de terror com una progressió natural. "Vam decidir que la pel·lícula de terror (gènere) tenia més mercat que una comèdia sexual", va dir a Creeping Flesh el 2003. La pel·lícula de Birkinshaw ha estat citada com a combinació d'elements de La taronja mecànica, la coneguda epopeia nord-americana Carnal Madness (que es va estrenar a Gran Bretanya com a The Sizzlers), i una pel·lícula baix pressupost de final de període  Carry On. No obstant això, afegint la crueltat animal (falsificada) i el tractament feixuc de la violació, Birkinshaw va crear el que es descriu al llibre de Matthew Sweet Shepperton Babylon com la pel·lícula amb menys gust de la història del cinema britànic.
Killer's Moon es va rodar fora de temporada a Armathwaite Hall al Lake District. El repartiment eclèctic inclou David Jackson, Jane Hayden (germana de l'actriu de culte Linda Hayden), JoAnne Good, la futura restauradora Lisa Vanderpump, Hilda Braid, el còmic Chubby Oates i Hannah, la gosseta de tres potes de la pel·lícula, era originalment un gos de pub que havia perdut una cama com a conseqüència d'una ferida d'escopeta que va patir durant un robatori armat. Més tard va rebre el premi Victoria Cross per la valentia.
La pel·lícula es va estrenar a la tardor de 1978 amb la pel·lícula de Charlton Heston/James Coburn Els últims homes durs com a pel·lícula de suport, Killer's Moon també va ser projectada en alguns cinemes com a funció secundaria de la pel·lícula de 1977 de William Devane Rolling Thunder.

## Renaixement
A finals de la dècada de 1990, Killer's Moon va començar a rebre escrits a revistes com Flesh and Blood i Nekrofile: Cinema of the Extreme.
Killer's Moon va rebre una rara projecció de cinema al Regne Unit l'any 2001 com a part de la convenció de cinema d'un dia 'Ten Years of Terror' celebrada als Riverside Studios de Hammersmith, Londres. La convenció va ser un esdeveniment de vinculació per a la publicació del llibre Ten Years of Terror: British Horror Films of the 1970s, que va reimprimir la ressenya de Flesh and Blood ("una pel·lícula que ignora el bon gust i la decència amb crua valentia sent perversament entretinguda".)
Creeping Flesh, una mirada en format de llibre a les pel·lícules de terror i fantasia publicada per Headpress el 2003 va incloure un llarg article sobre la pel·lícula ("Hungry in a Dream") seguit d'una entrevista amb Alan Birkinshaw. Creeping Flesh s'havia de titular originalment Three Legged Dog, en honor a "Hannah, la caça a Killer's Moon", però el títol es va canviar més tard perquè es va considerar que la referència què massa fosc. Al començament de cada capítol, però, apareix un motiu d'un gos de tres potes.

## Lliurament en DVD
El 2008, Redemption Films va llançar Killer's Moon en DVD tant als EUA com al Regne Unit. La pel·lícula es va presentar en una nova edició remasteritzada creada a partir de materials originals i va obtenir l'aclamació de la crítica. El llançament incloïa una gran quantitat d'extres incloses entrevistes al director/el repartiment i un comentari d'àudio amb el director Alan Birkinshaw, i la DJ de Radio London JoAnne Good (que interpretava a una de les amenaçades escolars) i el presentador James Blackford. La pel·lícula va ser aprovada sense tallar pel BBFC per al llançament del DVD.
Birkinshaw va ser entrevistat sobre el llançament del DVD al programa de ràdio de la BBC de JoAnne Good (27 de juny) on va esmentar que estava "en converses" per escriure i dirigir "Killer's Moon 2". Georgina Kean, que va interpretar a Agatha, viu actualment a Chiswick, a l'oest de Londres.